# Vettore energetico
Un vettore energetico (o vettore di energia) è un composto in grado di veicolare l'energia da una forma ad un'altra, accumulandola in sé per essere poi rilasciata al bisogno, ma non è una fonte di energia primaria sulla Terra. L'accumulo di energia avviene sempre a partire da una fonte primaria o da un'altra secondaria (come ad esempio l'energia elettrica).
Sotto questo punto di vista un tipico vettore di energia è l'idrogeno, che è un elemento chimico scarsamente presente sulla Terra in forma molecolare (sia in atmosfera che nella crosta terrestre) e che deve pertanto essere prodotto con qualche metodo di produzione (come ad esempio l'elettrolisi dell'acqua). Al contrario, il metano è una fonte di energia, essendo già presente in giacimenti e direttamente utilizzabile.
Il vettore energetico (in inglese energy carrier) è una forma di energia secondaria che si presta a essere trasportata (spesso mediante apposite reti) fino al luogo di utilizzazione. Normalmente è costituito da una sostanza trasportabile che può facilmente rilasciare l'energia in essa contenuta (come nel caso dei combustibili solidi, liquidi o gassosi), oppure l'elettricità.
Il vettore energetico è la sostanza, o composto, che meglio permette di sfruttare il proprio contenuto energetico, prodotto dalle più svariate fonti primarie, in relazione alle necessità dell'utente finale. Ad ogni modo, per le leggi della termodinamica, l'immagazzinamento di energia nel vettore energetico a partire dalla fonte energetica primaria o secondaria comporta sempre una perdita di efficienza nel processo di produzione o accumulo con effetto di perdita di parte dell'energia iniziale.
Le operazioni fondamentali coinvolte nel ciclo di vita di un vettore energetico sono:
- generazione a partire dalla fonte primaria;
- trasporto;
- stoccaggio/immagazzinamento (quando richiesto);
- distribuzione;
- impiego finale.

L'energia elettrica è il vettore energetico per antonomasia.
Ad ogni modo carbone, petrolio e metano, per non parlare dei moti ondosi e del vento, sono tutte fonti di energia derivate, quindi energie secondarie, originate da  un'unica vera fonte di energia primaria: il sole.